# Wiklöf Holding Arena
Die Wiklöf Holding Arena ist ein Fußballstadion mit Leichtathletikanlage in der finnischen Stadt Mariehamn, Region Åland. Neben den Partien der Fußballclubs IFK Mariehamn und Åland United bestreitet die Fußballauswahl von Åland hier ihre Heimspiele.

## Geschichte
Das Gelände wurde 1932 als Maarianhaminan Idrottsparken (deutsch Mariehamn Sportpark) eingeweiht.  Ein Fußballplatz wurde aber erst 1968 angelegt. 1979 wurde er durch eine Kunststoffbahn um das Spielfeld ergänzt. 2005 begannen am Stadion Renovierungsarbeiten. Es wurde eine neue Haupttribüne mit rund 1600 überdachten Sitzplätzen errichtet. Einen Teil der Kosten übernahm der der in Mariehamn geborene Geschäftsmann Anders Wiklöf, weshalb die Anlage seitdem den Namen der Wiklöf Holding AB trägt. Das umgebaute Stadion wurde am 27. August 2006 mit dem Ligaspiel IFK Mariehamn gegen HJK Helsinki (0:0) wiedereröffnet. 2013 wurde der Södra Altan (deutsch Südbalkon) mit 180 Plätzen gebaut. Dort kann man bei Essen und Trinken das Spielgeschehen verfolgen.
Neben der Spielstätte liegt ein beleuchteter Kunstrasenplatz mit 1000 Zuschauerplätzen. Er lässt sich in zwei 50 × 65 m große Felder aufteilen. Des Weiteren bietet er sieben Umkleidekabinen und eine Sauna.